# Ricinoléate de méthyle
Le ricinoléate de méthyle est un ester méthylique d'acide gras synthétisé à partir de l'huile de ricin et de l'alcool méthylique. C'est un fluide clair et visqueux utilisé comme surfactant, additif pour les liquides de coupe, lubrifiant et plastifiant. C'est un plastifiant pour les résines cellulosiques, l'acétate de polyvinyle et le polystyrène.